# Aoplus ochropis
Aoplus ochropis là một loài tò vò trong họ Ichneumonidae.